# كلوريد الحديد الثنائي
 كلوريد الحديد الثنائي (أو كلوريد الحديدوز) مركب كيميائي له الصيغة FeCl2 ، ويكون على شكل بلورات عديمة اللون (لامائي) أو خضراء (رباعي هيدرات) .

## الخواص
- رقم أكسدة الحديد في هذا المركب +2 ويكون على شكل رباعي هيدرات.
- ينحل كلوريد الحديد الثنائي بشكل جيد في كل من الماء والإيثانول.
- يتأكسد كلوريد الحديد الثنائي بسهولة إلى كلوريد الحديد الثلاثي سواء بالحالة الصلبة أو على شكل محلول (تغير إلى اللون البني).
- بالتسخين يفقد رباعي الهيدرات جزيئتي ماء عند حوالي 100°س ليصبح ثنائي هيدرات ، بمتابعة التسخين فوق 120°س نحصل على الشكل الخالي من الماء، وهو على شكل بلورات بيضاء.

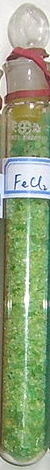
بلورات هيدرات كلوريد الحديد الثنائي

## التحضير
يحضر مركب كلوريد الحديد الثنائي من عملية حل (إذابة) فلز الحديد في حمض هيدروكلوريك، ثم بإجراء عملية تركيز للمحلول الناتج
Fe + 2HCl + 4H2O → [Fe(Cl2)(H2O)4]
الشكل الناتج هو رباعي الهيدرات، أما الشكل الخالي من الماء فيحصل عليه من تمرير غاز كلوريد الهيدروجين على فلز الحديد المتوهج حتى الاحمرار.

## الاستخدامات
- يستخدم مركب كلوريد الحديد الثنائي في أحواض الصباغة وكعامل اختزال.
- يستعمل مركب كلوريد الحديد الثنائي أيضاً لتحضير مركب كلوريد الحديد الثلاثي.